# Singapur na Igrzyskach Azjatyckich 2018
Singapur na Igrzyskach Azjatyckich 2018 – jedna z reprezentacji uczestnicząca na igrzyskach azjatyckich rozegranych w Dżakarcie i Palembangu w dniach 18 sierpnia – 2 września. W kadrze znalazło się 264 zawodników w 21 dyscyplinach. Była to najwięsza liczba sportowców w historii występów reprezentacji w igrzyskach azjatyckich. Zdobyli łącznie 22 medale (4 złote, 4 srebrne i 14 brązowych), zajmując w tabelimadalowej 18. pozycję. Chorążym został Hoe Wah Toon występujący w zawodach gimnastyki sportowej.

## Medale
| Medal  | Zawodnik | Dyscyplina            | Konkurencja                   | Data        |
| ------ | --- | --------------------- | ----------------------------- | ----------- |
| złoto  | Joseph Isaac Schooling | Pływanie              | 100 m stylem motylkowym (M)   | 22 sierpnia |
| złoto  | Joseph Isaac Schooling | Pływanie              | 50 m stylem motylkowym (M)    | 23 sierpnia |
| złoto  | Fong Kien Hoong Loo Choon Chou Feng Gui Desmond Oh Yisheng Kelvin Ong Poon Hua Zhang Yukun                                                                      | Brydż sportowy        | Zawody drużynowe (M)          | 27 sierpnia |
| złoto  | Min Kimberly Lim Rui Qi Cecilia Low | Żeglarstwo            | 49er FX (K)                   | 31 sierpnia |
| srebro | Ru En Roanne Ho | Pływanie              | 50 m stylem klasycznym (K)    | 23 sierpnia |
| srebro | Tian En Constance Lien | Jujutsu               | Ne-waza –62 kg (K)            | 25 sierpnia |
| srebro | Sheik Ferdous Alau'ddin | Pencak silat          | Klasa I: 85–90 kg (M)         | 27 sierpnia |
| srebro | Nurzuhairah Mohammad Yazid | Pencak silat          | Zawody pojedyncze (K)         | 27 sierpnia |
| brąz   | Yi Shou Darren Chua Jun Wei Glen Lim Quah Zheng Wen Joseph Isaac Schooling Eu Jin Jonathan Tan Yeo Kai Quan                                                     | Pływanie              | 4 × 200 m stylem dowolnym (M) | 20 sierpnia |
| brąz   | Hui Ying Bernice Lim Shi Jing Daphne Tan Ruoqi Joey Yeo | Bowling               | Trójki (K)                    | 22 sierpnia |
| brąz   | Yi Shou Darren Chua Fang Yue Darren Lim Quah Zheng Wen Joseph Isaac Schooling Eu Jin Jonathan Tan Yeo Kai Quan                                                  | Pływanie              | 4 × 100 m stylem dowolnym (M) | 22 sierpnia |
| brąz   | Muhammad Jaris Goh bin Ali Akbar Goh Alex Wei Chien Chong Wei Siong Darren Ong                                                                                  | Bowling               | Trójki (M)                    | 23 sierpnia |
| brąz   | Hoong En Qi Quah Jing Wen Quah Ting Wen Samantha Louisa Ginn Yeo Chzie Lin Cherlyn Yeoh                                                                         | Pływanie              | 4 × 100 m stylem zmiennym (K) | 23 sierpnia |
| brąz   | Amita Marie Nicolette Berthier Xinyi Melanie Huang Jie Xin Maxine Wong Yu Rong Tatiana Wong                                                                     | Szermierka            | Floret drużynowy (K)          | 23 sierpnia |
| brąz   | Sheik Farhan Alau'ddin | Pencak silat          | Klasa J: 90–95 kg (M)         | 26 sierpnia |
| brąz   | Nurul Shafiqah Mohd Saiful | Pencak silat          | Klasa B: 50–55 kg (K)         | 26 sierpnia |
| brąz   | Siti Khadijah Mohd Shahrem | Pencak silat          | Klasa C: 55–60 kg (K)         | 26 sierpnia |
| brąz   | Mohamad Farhan Amran Muhammad Farhan bin Aman Muhammad Asri bin Aron Muhammad A’fif bin Safiee Asfandi Ja’al                                                    | Sepak Takraw          | Regu (M)                      | 27 sierpnia |
| brąz   | Mohamad Farhan Amran Muhammad Farhan bin Aman Muhammad Asri bin Aron Mohamad Al-haj bin Kasmanani Muhammad A’fif bin Safiee Muhammad Khairilshamy bin Shamsudin | Sepak Takraw          | Kwandrant (M)                 | 31 sierpnia |
| brąz   | Jun Han Ryan Lo Rui Qi Cecilia Low | Żeglarstwo            | Laser Standard (M)            | 31 sierpnia |
| brąz   | Yingjie Mervyn Toh | Kajakarstwo klasyczne | K1 200 m (M)                  | 1 września  |
| brąz   | Yu Mengyu | Tenis stołowy         | Gra pojedyncza (K)            | 1 września  |

| Medale według dni | Medale według dni | Medale według dni | Medale według dni | Medale według dni | Medale według dni |
| Dzień             | Data              | złoto             | srebro            | brąz              | Razem             |
| ----------------- | ----------------- | ----------------- | ----------------- | ----------------- | ----------------- |
| 1                 | 19 sierpnia       | 0                 | 0                 | 0                 | 0                 |
| 2                 | 20 sierpnia       | 0                 | 0                 | 1                 | 1                 |
| 3                 | 21 sierpnia       | 0                 | 0                 | 0                 | 0                 |
| 4                 | 22 sierpnia       | 1                 | 0                 | 2                 | 3                 |
| 5                 | 23 sierpnia       | 1                 | 1                 | 3                 | 5                 |
| 6                 | 24 sierpnia       | 0                 | 0                 | 0                 | 0                 |
| 7                 | 25 sierpnia       | 0                 | 1                 | 0                 | 1                 |
| 8                 | 26 sierpnia       | 0                 | 0                 | 3                 | 3                 |
| 9                 | 27 sierpnia       | 1                 | 2                 | 1                 | 4                 |
| 10                | 28 sierpnia       | 0                 | 0                 | 0                 | 0                 |
| 11                | 29 sierpnia       | 0                 | 0                 | 0                 | 0                 |
| 12                | 30 sierpnia       | 0                 | 0                 | 0                 | 0                 |
| 13                | 31 sierpnia       | 1                 | 0                 | 2                 | 3                 |
| 14                | 1 września        | 0                 | 0                 | 2                 | 2                 |
| 15                | 2 września        | 0                 | 0                 | 0                 | 0                 |
| Razem             | Razem             | 4                 | 4                 | 14                | 22                |

| Medale według dyscyplin | Medale według dyscyplin | Medale według dyscyplin | Medale według dyscyplin | Medale według dyscyplin | Medale według dyscyplin |
| Dyscyplina              | złoto                   | srebro                  | brąz                    | Razem                   |                         |
| ----------------------- | ----------------------- | ----------------------- | ----------------------- | ----------------------- | ----------------------- |
| Bowling                 | 0                       | 0                       | 2                       | 2                       |                         |
| Brydż sportowy          | 1                       | 0                       | 0                       | 1                       |                         |
| Jujutsu                 | 0                       | 1                       | 0                       | 1                       |                         |
| Kajakarstwo klasyczne   | 0                       | 0                       | 1                       | 1                       |                         |
| Pencak silat            | 0                       | 2                       | 3                       | 5                       |                         |
| Pływanie                | 2                       | 1                       | 3                       | 6                       |                         |
| Sepak Takraw            | 0                       | 0                       | 2                       | 2                       |                         |
| Szermierka              | 0                       | 0                       | 1                       | 1                       |                         |
| Tenis stołowy           | 0                       | 0                       | 1                       | 1                       |                         |
| Żeglarstwo              | 1                       | 0                       | 1                       | 2                       |                         |
| Razem                   | 4                       | 4                       | 14                      | 22                      |                         |

| Medale według płci | Medale według płci | Medale według płci | Medale według płci | Medale według płci | Medale według płci |
| Płeć               | złoto              | srebro             | brąz               | Razem              |                    |
| ------------------ | ------------------ | ------------------ | ------------------ | ------------------ | ------------------ |
| Mężczyźni          | 3                  | 1                  | 8                  | 12                 |                    |
| Kobiety            | 1                  | 3                  | 6                  | 10                 |                    |
| Razem              | 4                  | 4                  | 14                 | 22                 |                    |